# Good Time
„Good Time” to utwór amerykańskiej grupy Owl City i kanadyjskiej wokalistki Carly Rae Jepsen wydany w 2012 roku. Singel promował płytę Owl City The Midsummer Station, znalazł się też na albumie Carly Rae Jepsen zatytułowanym Kiss. Piosenka została napisana przez Adama Younga, Matta Thiessena i Briana Lee. Young zajął się również produkcją.
Utwór otrzymał pozytywne recenzje, niektórzy krytycy nazwali go „hymnem lata”. Singel osiągnął też duży sukces komercyjny, docierając do 1. miejsca list przebojów w Kanadzie i Nowej Zelandii, a także top 5 w Australii, Francji, Japonii i Wielkiej Brytanii.

## Lista ścieżek
- Digital download[3]

1. „Good Time” – 3:25

- Singel CD[4]

1. „Good Time” – 3:25
2. „Good Time” (Adam Young Remix) – 3:11

- Digital download (Remixes)[5]

1. „Good Time” – 3:26
2. „Good Time” (Adam Young Remix) – 3:10
3. „Good Time” (Fred Falke Remix) – 6:08
4. „Good Time” (Wideboys Remix) – 5:31

## Pozycje na listach przebojów
| Kraj                               | Pozycja | Certyfikat          |
| ---------------------------------- | ------- | ------------------- |
| Australia (ARIA Charts)            | 5       | 5 × platynowa płyta |
| Austria (Ö3 Austria Top 40)        | 9       |                     |
| Dania (Track Top-40)               | 17      |                     |
| Finlandia (Musiikkituottajat)      | 16      |                     |
| Francja (SNEP)                     | 4       |                     |
| Holandia (MegaCharts)              | 15      |                     |
| Irlandia (IRMA)                    | 6       |                     |
| Japonia (Japan Hot 100)            | 2       |                     |
| Kanada (Canadian Hot 100)          | 1       |                     |
| Niemcy (GfK Entertainment)         | 11      | złota płyta         |
| Norwegia (VG-lista)                | 7       |                     |
| Nowa Zelandia (Recorded Music NZ)  | 1       | 2 × platynowa płyta |
| Stany Zjednoczone (Hot 100)        | 8       | 2 × platynowa płyta |
| Szwajcaria (Singles Top 100)       | 4       |                     |
| Szwecja (Sverigetopplistan)        | 25      |                     |
| Wielka Brytania (UK Singles Chart) | 5       | złota płyta         |